# HD 72232
HD 72232，又名CD-45 4183，SAO 220007、HR 3363，是一颗恒星，视星等为5.99，位于銀經263.91，銀緯-4.26，其B1900.0坐标为赤經8h 26m 29.6s，赤緯-45° -4.26′ 48″。